# Expeditricen fra Østergade
Expeditricen fra Østergade er en dansk stumfilm fra 1917 med instruktion og manuskript af A.W. Sandberg.

## Handling
Denne artikel mangler et handlingsreferat. Hjælp os med at skrive det.

## Medvirkende
- Philip Bech - Friherre von Fernstrøm
- Henny Lauritzen - Friherreinden
- Svend Melsing - Erik, Friherrens søn
- Gudrun Houlberg - Alice, Eriks hustru
- Ellen Rassow - Fru von Elving
- Ulla Nielsen - Barnet
- Christian Schrøder